# A Daughter's Strange Inheritance
A Daughter's Strange Inheritance (A Daughter of Strange Inheritance) è un cortometraggio muto del 1915 diretto da Van Dyke Brooke.

## Produzione
Il film fu prodotto dalla Vitagraph Company of America.

## Distribuzione
Distribuito dalla General Film Company, il film - un cortometraggio in tre bobine - uscì nelle sale cinematografiche statunitensi il 27 febbraio 1915 dopo essere stato presentato in prima al Vitagraph Theatre di New York il 7 febbraio.